# The Impalement
The Impalement è un cortometraggio muto del 1910 diretto da David Wark Griffith. Il protagonista era Frank Powell, un regista che collaborava abitualmente con Griffith.

## Trama
Walter Avery è un uomo di mondo e le attenzioni e le cure di cui lo circonda la moglie le trova solamente noiose. Si immerge, invece, sempre più nella vita mondana e negli appuntamenti sociali. Quando conosce un'affascinante ballerina, trascura ancora di più la moglie che lo implora di ritornare da lei. Un giorno, ormai disperata, la donna minaccia di uccidersi con il veleno, ma lui è sordo a ogni supplica e la lascia per andare a un ricevimento con l'amante prendendola anzi in giro per quello che lui pensa essere solo un miserabile trucco per tenerlo a sé. Lei, rimasta a casa, si rende conto che il marito è un essere abietto che non merita il suo amore. Ormai ha rinunciato al suicidio, ma le forti emozioni hanno la meglio su di lei che si accascia svenuta. Intanto il marito ripensa a quello che la moglie gli ha detto e, sentendosi colpevole, torna a casa, temendo che lei possa mettere in atto la minaccia di uccidersi. Quando la vede riversa sul pavimento, crede che la donna sia morta e, terrorizzato, fugge di casa ritornando a casa della ballerina dove, gridando "ho ucciso mia moglie!", cade morto per terra.

## Produzione
Il film fu prodotto dalla Biograph Company. Fu girato a Stamford, nel Connecticut e, per gli interni, negli studi di New York della Biograph all'11 East 14th Street.

## Distribuzione
Distribuito dalla Biograph Company, il film - un cortometraggio in una bobina - uscì nelle sale cinematografiche statunitensi il 30 maggio 1910. Il copyright del film, richiesto dalla 31 maggio, fu registrato il con il numero J141757.